# Cidra (Puerto Rico)
Cidra és un municipi de Puerto Rico situat a la regió central-est de l'illa, també conegut amb els noms de Pueblo de la Eterna Primaverai el Pueblo de la Paloma Sabanera. Confina al nord amb els municipis de Comerío i Aguas Buenas; al sud amb Cayey; a l'oest amb Aibonito; i a l'est amb Caguas. Forma part de l'Àrea metropolitana de San Juan-Caguas-Guaynabo.
El municipi està dividit en 13 barris: Arenas, Bayamón, Beatriz, Ceiba, Cidra Pueblo, Honduras, Monte Llano, Rabanal, Rincón, Río Abajo, Salto, Sud i Toíta.

## Fauna

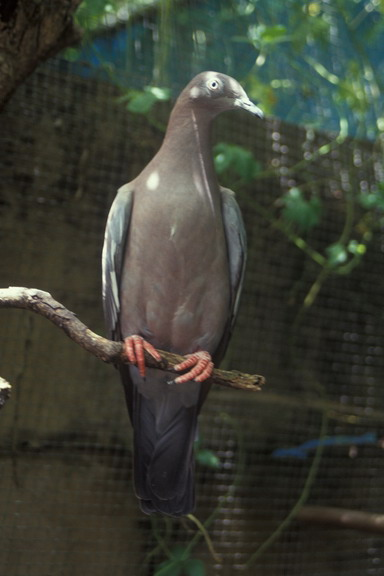
Paloma sabanera, a Cidra

Cidra és coneguda per ser el lloc de nidificació del Patagioenas inornata (Paloma Sabanera). L'ocell, que està en perill d'extinció, es troba sobretot a Cidra, Cayey, Caguas, Comerío, Aguas Buenas i Aibonito. S'estima que queden no més de mil exemplars en estat silvestre.